# White Cloud (Kansas)
Pour les articles homonymes, voir White Cloud.
White Cloud est une ville américaine située dans le comté de Doniphan, au Kansas. Selon le recensement de 2020, sa population est de 176 habitants.